# Lakki Marwat
Lakki Marwat ou Lakki est la principale ville du district de Lakki Marwat (province de Khyber Pakhtunkhwa, Pakistan).
Le 1er janvier 2010, un attentat fait environ 100 morts, c'est l'un des plus meurtriers de l'histoire du pays.
La population de la ville a été multipliée par plus de quatre entre 1972 et 2017 selon les recensements officiels, passant de 14 359 habitants à 59 465. Entre 1998 et 2017, la croissance annuelle moyenne s'affiche à 3,6 %, bien supérieure à la moyenne nationale de 2,4 %. Selon le recensement de 2023, la population de la ville monte à 70 759 habitants.
|            | 1972 (rec.) | 1981 (rec.) | 1998 (rec.) | 2017 (rec.) | 2023 (rec.) |
| ---------- | ----------- | ----------- | ----------- | ----------- | ----------- |
| Population | 14 359      | 18 755      | 30 467      | 59 465      | 70 759      |